# Baha Men
Baha Men es un grupo musical procedente de las Bahamas que toca una versión moderna de hip-hop llamada junkanoo. La banda es más conocida por su hit "Who Let the Dogs Out?" (2000).

## Historia
Su álbum debut llamado Junkanoo salió al mercado en 1992 y era muy tradicional en su sonido. Después de este disco decidieron lanzarse a un público más amplio y en el año 2000 lo lograron con una versión de Who Let the Dogs Out? compuesta originalmente por Anslem Douglas, aunque después de esto han perdido toda notoriedad. Dos años después (2002) sacaron Move It Like This . En 2010 fue presentado en su Sitio web oficial un nuevo sencillo de su próximo álbum llamado Go! que será representado el 29 de abril de 2011 en el New Orleans Jazz & Heritage Festival. Su trabajo más reciente fue Ride With Me! lanzado en 2015.
Baha Men ganó un premio Grammy en el año 2000 como mejor grabación bailable por "Who Let the Dogs Out?" y en el mismo año también obtuvo 4 premios Billboard.

## Discografía

### Álbumes de estudio
- Junkanoo (1992)
- Kalik (1994)
- Here We Go Again (1996)
- I Like What I Like (1997)
- Doong Spank (1998)
- Who Let the Dogs Out (2000)
- 2 Zero 0-0 (2001)
- Move It Like This (2002)
- Holla! (2004)
- Ride with Me (2015)

### Sencillos
| Año                                    | Sencillo                   | Posiciones peak en los Charts | Posiciones peak en los Charts | Posiciones peak en los Charts | Posiciones peak en los Charts | Posiciones peak en los Charts | Posiciones peak en los Charts | Álbum                 |
| Año                                    | Sencillo                   | US                            | UK                            | CAN                           | AUS                           | NZ                            | SWI                           | Álbum                 |
| -------------------------------------- | -------------------------- | ----------------------------- | ----------------------------- | ----------------------------- | ----------------------------- | ----------------------------- | ----------------------------- | --------------------- |
| 1994                                   | "Dancing in the Moonlight" | —                             | —                             | —                             | —                             | 18                            | —                             | Kalik                 |
| 1995                                   | "(Just a) Sunny Day"       | —                             | —                             | —                             | —                             | 38                            | —                             | Kalik                 |
| 1997                                   | "That's the Way I Do It"   | —                             | —                             | —                             | —                             | —                             | —                             | I Like What I Like    |
| 2000                                   | "Who Let the Dogs Out?"    | 40                            | 2                             | —                             | 1                             | 1                             | 6                             | Who Let the Dogs Out? |
| 2001                                   | "You All Dat"              | 94                            | 14                            | —                             | 8                             | 21                            | 86                            | Who Let the Dogs Out? |
| 2001                                   | "Best Years of Our Lives"  | —                             | —                             | —                             | 49                            | —                             | 70                            | 2 Zero 0-0            |
| 2002                                   | "Move It Like This"        | —                             | 16                            | 13                            | —                             | 11                            | 65                            | Move It Like This     |
| 2005                                   | "Tell Me Lies"             | —                             | —                             | —                             | —                             | —                             | —                             | Non-album song        |
| "—" denota que no entró en los charts. |                            |                               |                               |                               |                               |                               |                               |                       |